# Saint-Jean-Kourtzerode
Saint-Jean-Kourtzerode település Franciaországban, Moselle megyében. Lakosainak száma 674 fő (2022. január 1.). Saint-Jean-Kourtzerode Bourscheid, Brouviller, Henridorff, Mittelbronn és Waltembourg községekkel határos.

## Népesség
A település népessége az elmúlt években az alábbi módon változott:
| Lakosok száma | 132  | 172  | 206  | 771  | 696  | 730  | 714  | 709  | 703  | 674  |
|               | 1968 | 1982 | 1990 | 2006 | 2013 | 2015 | 2017 | 2019 | 2020 | 2022 |